# Harold P. Brown
Harold Pitney Brown fut l'inventeur américain de la chaise électrique. Il fut embauché par Thomas Edison pour aider à la conception de la chaise après qu'il eut écrit un éditorial dans le New York Post décrivant comment un jeune garçon avait été tué après avoir accidentellement touché un câble télégraphique non gainé utilisant du courant alternatif.
À l'époque, Edison et son système de courant continu étaient en compétition avec la compagnie d'électricité Westinghouse, qui utilisait le courant alternatif. L'État de New York en 1886 mit en place un comité pour trouver un nouveau moyen, plus humain que la pendaison, pour les exécutions. Ni Edison ni Westinghouse ne voulaient que leur système électrique ne soit choisi par crainte que les clients ne veuillent du même type d'électricité, utilisée dans leur maison, que celui pour tuer les criminels.
Bien que la campagne pour délégitimer le courant alternatif fut un échec, la chaise électrique en courant alternatif fut adoptée par le comité en 1889.